# Aftermath Entertainment
Az Aftermath Entertainment egy amerikai lemezkiadó, amelyet Dr. Dre hiphop producer és rapper alapított. Az Interscope Records leányvállalataként működik.
Jelenlegi kiadóik közé tartozik Dr. Dre, Eminem, Kendrick Lamar, Anderson .Paak és a Silk Sonic, korábban itt alkotott többek között 50 Cent, The Game és Busta Rhymes.

## Története
Mikor 1996. március 22-én eltávozott a Death Row Recordstól, Dr. Dre azonnal elindította az Aftermath Entertainmentet az Interscope Records kiadón keresztül. A célja az volt, hogy sok kiadás helyett jó minőségű albumokat jelentessenek meg.
A Dr. Dre Presents: The Aftermath megjelent az alapítás évének végén, amelyen az első szerződtetett előadók szerepeltek. 1997 őszén az Aftermath kiadta az egyetlen kollaboratív albumát, a The Firm (Nas, Foxy Brown, AZ és Nature) The Album című lemezét. Annak ellenére, hogy az albumon szerepelt és a producere is volt Dr. Dre, illetve, hogy a Billboard 200 élén debütált és platina minősítést kapott, az album alulmúlta a felé mutatott elvárásokat. A csoportot végül feloszlatták.
Jimmy Iovine, az Interscope fejének javaslata alapján Dr. Dre leszerződtette Eminemet 1998. március 9-én. A következő évben a rapper kiadta első stúdióalbumát, a The Slim Shady LP-t. A lemez második helyen debütált a Billboard 200-on és első lett a Top R&B/Hip-Hop Albums slágerlistán is. Négyszeres platinalemez lett, a kiadó első igazi nagysikerű kiadása. Eminem ezt követően még tíz albumot adott ki az Aftermathen keresztül.
A kiadó két legsikeresebb albuma a The Marshall Mathers LP és a The Eminem Show című Eminem-lemezek, amelyek gyémánt minősítést kaptak az Amerikai Hanglemezgyártók Szövetségétől (RIAA).

## Előadók

### Jelenlegi előadók
| Előadó         | Leszerződtetve | Kiadások a kiadó alatt |
| -------------- | -------------- | ---------------------- |
| Dr. Dre        | Alapító        | 2                      |
| Eminem         | 1998           | 11                     |
| Kendrick Lamar | 2012           | 4                      |
| Anderson .Paak | 2016           | 2                      |
| Silk Sonic     | 2021           | 1                      |

### Korábbi előadók
| Előadó           | Időszak a kiadóval | Kiadások a kiadó alatt |
| ---------------- | ------------------ | ---------------------- |
| Group Therapy    | 1996—1997          | —                      |
| The Firm         | 1996—1998          | 1                      |
| RBX              | 1996—1999          | —                      |
| King T           | 1996—2001          | —                      |
| Dawn Robinson    | 1997—2001          | —                      |
| Hittman          | 1998—2000          | —                      |
| Rakim            | 2000—2002          | —                      |
| The Last Emperor | 2000—2003          | —                      |
| Truth Hurts      | 2001—2003          | 1                      |
| 50 Cent          | 2002—2014          | 5                      |
| The Game         | 2003—2006          | 1                      |
| Stat Quo         | 2003—2008          | —                      |
| Eve              | 2004—2007          | —                      |
| Busta Rhymes     | 2004—2008          | 1                      |
| Dion             | 2005—2007          | —                      |
| G.A.G.E.         | 2005—2007          | —                      |
| Raekwon          | 2005—2008          | —                      |
| Bishop Lamont    | 2005—2010          | —                      |
| Joell Ortiz      | 2006—2008          | —                      |
| Marsha Ambrosius | 2006—2009          | —                      |
| Hayes            | 2009—2010          | —                      |
| Slim the Mobster | 2009—2012          | —                      |
| Jon Connor       | 2013—2019          | —                      |
| Justus           | 2015—2016          | —                      |

### Jelenlegi producerek
- Dawaun Parker
- Dem Jointz
- DJ Khalil
- Erik Blu2th Griggs
- Focus...
- Fredwreck
- Mark Batson

### Korábbi producerek
- Bud’da[13]
- Che Pope[14]
- The Glove
- Hi-Tek
- Mel-Man
- Mike Elizondo[15]
- Scott Storch
- Taz Arnold[16][17]

## Diszkográfia

### Stúdióalbumok
| Előadó         | Album                                         | Részletek                                                                                       |
| -------------- | --------------------------------------------- | ----------------------------------------------------------------------------------------------- |
| The Firm       | The Album                                     | - Megjelent: 1997. október 21. - Amerikai slágerlista pozíció: #1 - RIAA-minősítés: Platina     |
| Eminem         | The Slim Shady LP                             | - Megjelent: 1999. február 23. - Amerikai slágerlista pozíció: #2 - RIAA-minősítés: 4× Platina  |
| Dr. Dre        | 2001                                          | - Megjelent: 1999. november 16. - Amerikai slágerlista pozíció: #2 - RIAA-minősítés: 6× Platina |
| Eminem         | The Marshall Mathers LP                       | - Megjelent: 2000. május 23. - Amerikai slágerlista pozíció: #1 - RIAA-minősítés: Gyémánt       |
| Eminem         | The Eminem Show                               | - Megjelent: 2002. május 26. - Amerikai slágerlista pozíció: #1 - RIAA-minősítés: Gyémánt       |
| Truth Hurts    | Truthfully Speaking                           | - Megjelent: 2002. június 25. - Amerikai slágerlista pozíció: #5 - RIAA-minősítés: —            |
| 50 Cent        | Get Rich or Die Tryin’ (Shady Records alatt)  | - Megjelent: 2003. február 6. - Amerikai slágerlista pozíció: #1 - RIAA-minősítés: 9× Platina   |
| Eminem         | Encore                                        | - Megjelent: 2004. november 12. - Amerikai slágerlista pozíció: #1 - RIAA-minősítés: 4× Platina |
| The Game       | The Documentary (G-Unit Records alatt)        | - Megjelent: 2005. január 18. - Amerikai slágerlista pozíció: #1 - RIAA-minősítés: 2× Platina   |
| 50 Cent        | The Massacre (Shady Records alatt)            | - Megjelent: 2005. március 3. - Amerikai slágerlista pozíció: #1 - RIAA-minősítés: 6× Platina   |
| Busta Rhymes   | The Big Bang                                  | - Megjelent: 2006. június 13. - Amerikai slágerlista pozíció: #1 - RIAA-minősítés: Arany        |
| 50 Cent        | Curtis (Shady Records alatt)                  | - Megjelent: 2007. szeptember 11. - Amerikai slágerlista pozíció: #2 - RIAA-minősítés: Platina  |
| Eminem         | Relapse                                       | - Megjelent: 2009. május 15. - Amerikai slágerlista pozíció: #1 - RIAA-minősítés: 2× Platina    |
| 50 Cent        | Before I Self Destruct (Shady Records alatt)  | - Megjelent: 2009. november 9. - Amerikai slágerlista pozíció: #4 - RIAA-minősítés: Arany       |
| Eminem         | Recovery                                      | - Megjelent: 2010. június 18. - Amerikai slágerlista pozíció: #1 - RIAA-minősítés: 3× Platina   |
| Kendrick Lamar | Good Kid, M.A.A.D City (Top Dawg alatt)       | - Megjelent: 2012. október 22. - Amerikai slágerlista pozíció: #2 - RIAA-minősítés: 3× Platina  |
| Eminem         | The Marshall Mathers LP 2                     | - Megjelent: 2013. november 5. - Amerikai slágerlista pozíció: #1 - RIAA-minősítés: 4× Platina  |
| Kendrick Lamar | To Pimp a Butterfly (Top Dawg alatt)          | - Megjelent: 2015. március 15. - Amerikai slágerlista pozíció: #1 - RIAA-minősítés: Platina     |
| Dr. Dre        | Compton                                       | - Megjelent: 2015. augusztus 7. - Amerikai slágerlista pozíció: #2 - RIAA-minősítés: Arany      |
| Kendrick Lamar | Damn (Top Dawg alatt)                         | - Megjelent: 2017. április 14. - Amerikai slágerlista pozíció: #1 - RIAA-minősítés: 3× Platina  |
| Eminem         | Revival (Shady Records alatt)                 | - Megjelent: 2017. december 15. - Amerikai slágerlista pozíció: #1 - RIAA-minősítés: Arany      |
| Eminem         | Kamikaze (Shady Records alatt)                | - Megjelent: 2018. augusztus 31. - Amerikai slágerlista pozíció: #1 - RIAA-minősítés: Platina   |
| Anderson .Paak | Oxnard (12Tone Music alatt)                   | - Megjelent: 2018. november 16. - Amerikai slágerlista pozíció: #11 - RIAA-minősítés: —         |
| Anderson .Paak | Ventura (12Tone Music alatt)                  | - Megjelent: 2019. április 12. - Amerikai slágerlista pozíció: #4 - RIAA-minősítés: —           |
| Eminem         | Music to Be Murdered By (Shady Records alatt) | - Megjelent: 2020. január 17. - Amerikai slágerlista pozíció: #1 - RIAA-minősítés: Arany        |
| Silk Sonic     | An Evening with Silk Sonic (Atlantic alatt)   | - Megjelent: 2021. november 12. - Amerikai slágerlista pozíció: — - RIAA-minősítés: —           |

### Válogatásalbumok
| Előadó         | Album                                | Részletek                                                                                      |
| -------------- | ------------------------------------ | ---------------------------------------------------------------------------------------------- |
| Több előadó    | Dr. Dre Presents: The Aftermath      | - Megjelent: 1996. november 26. - Amerikai slágerlista pozíció: #6 - RIAA-minősítés: Platina   |
| Több előadó    | The Wash                             | - Megjelent: 2001. november 6. - Amerikai slágerlista pozíció: #19 - RIAA-minősítés: Arany     |
| Eminem         | Curtain Call: The Hits               | - Megjelent: 2005. december 6. - Amerikai slágerlista pozíció: #1 - RIAA-minősítés: 7× Platina |
| Kendrick Lamar | Untitled Unmastered (Top Dawg alatt) | - Megjelent: 2016. március 4. - Amerikai slágerlista pozíció: #1 - RIAA-minősítés: —           |
| 50 Cent        | Best of 50 Cent(Shady Records alatt) | - Megjelent: 2017. március 31. - Amerikai slágerlista pozíció: #135 - RIAA-minősítés: —        |
| Több előadó    | Black Panther (Top Dawg alatt)       | - Megjelent: 2018. február 9. - Amerikai slágerlista pozíció: #1 - RIAA-minősítés: Platina     |